# بيتي لويز بيل
بيتي لويز بيل (بالإنجليزية: Betty Louise Bell)‏ (23 نوفمبر 1949)؛ كاتِبة وروائية أمريكية.